# Umbrina cirrosa

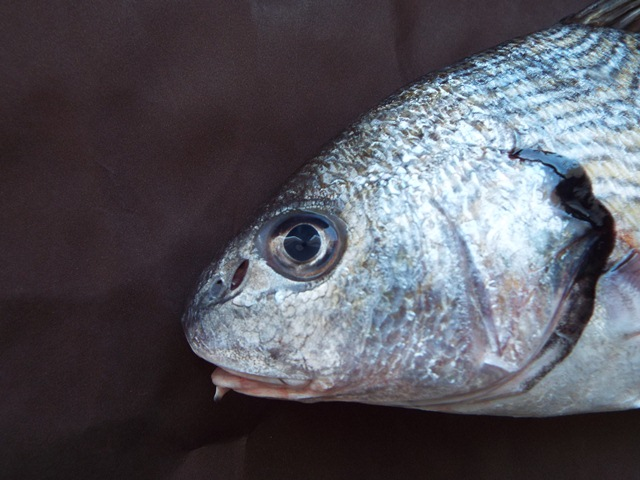
Particolare della testa, evidente il barbiglio sotto il mento

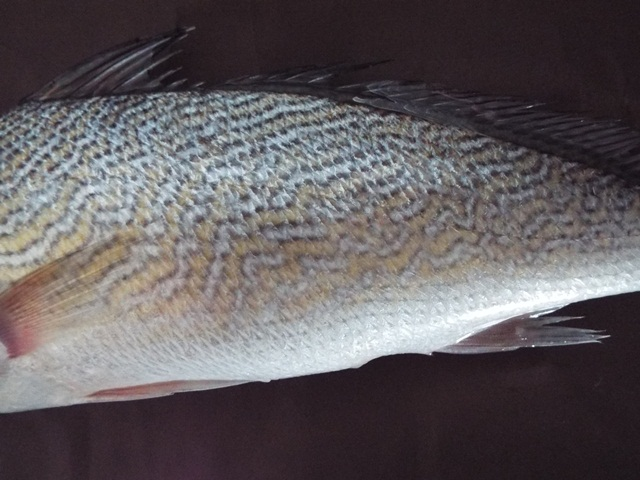
Particolare della livrea

L'ombrina (Umbrina cirrosa (Linnaeus, 1758)) è un pesce osseo marino della famiglia Sciaenidae.

## Distribuzione e habitat
Comune nel mar Mediterraneo e nelle acque italiane, è presente anche nel mar Nero, e nell'oceano Atlantico orientale tra il golfo di Guascogna e la Guinea. È presente anche nelle acque di Capo Verde e delle Isole Canarie. È penetrata nel mar Rosso attraverso il canale di Suez, è dunque tra le poche specie che hanno fatto il percorso inverso rispetto alla migrazione lessepsiana.
Si tratta di un pesce legato ai fondi sabbiosi nei pressi delle spiagge. Si trova prevalentemente in acque poco profonde e a breve distanza dalla riva, anche se può arrivare a vivere a 200 m di profondità. Essendo eurialino penetra frequentemente nelle foci dei fiumi e nelle lagune, soprattutto da giovane.

## Descrizione
Questa specie ha ventre piatto e dorso arcuato con sagoma allungata. Le pinne dorsali sono due, la prima più alta e triangolare, la seconda più lunga e quasi attaccata alla prima. La pinna anale è corta ed ha forma triangolare, ventrali e pettorali sono abbastanza sviluppate e la pinna caudale finisce tronca. La testa è massiccia, la bocca abbastanza piccola, con labbro superiore sporgente ed un caratteristico, corto barbiglio sotto il mento.
La livrea è argentata con strie oblique ondulate di colore giallastro e azzurro alternato sul dorso e i fianchi. Le pinne sono giallastre scure o beige, con bordi scuri. A differenza dell'ombrina fosca, presenta un bordo dell'opercolo branchiale di colore nero.
La lunghezza massima registrata è di 73 cm per 30 kg di peso; in genere non supera comunque i 40.

## Biologia

### Alimentazione
Si ciba principalmente di invertebrati che cattura nella sabbia grufolando in piccoli gruppi. Le sue prede preferite sono crostacei (come Upogebia e anche granchi come Liocarcinus), molluschi (soprattutto cannolicchi), echinodermi e policheti. Può predare anche altri pesci ossei (clupeidi, sgombridi) e seppie.

### Riproduzione
Raggiunge la maturità sessuale intorno ai tre anni di età. Si riproduce in primavera ed estate. Le uova, trasparenti e sferiche, sono disperse nell'acqua e non ci sono cure verso di esse. I giovani fino a 3 cm sono nerastri con pinne bianche.

## Pesca
Viene insidiata con le reti da posta e con ogni tipo di rete costiera e, dai pescatori sportivi, con la tecnica del surf casting, di cui rappresenta una tipica preda.

## Conservazione
Presente nell'appendice III della convenzione di Berna e in seguito elencata dalla Convenzione di Barcellona come una delle specie la cui pesca deve essere regolamentata, l'ombrina è minacciata dal degrado degli habitat costieri e dalla sovrapesca. La lista rossa IUCN la classifica come "vulnerabile" perché le sue popolazioni appaiono essere in declino.